# Cisplatine
Cisplatine met molecuulformule PtCl2(NH3)2 is een cytostaticum, een geneesmiddel tegen kanker, dat door middel van het leggen van crosslinks, dwarsverbindingen tussen de strengen van het DNA, de DNA-synthese in de cel remt. Het is dus een celgroeiremmer. De stof is in de medische wereld ook onder de naam cisplatinum en binnen de scheikunde als cisplatina bekend. Het wordt al dan niet in combinatie met andere cytostatica gebruikt als geneesmiddel tegen onder andere uitgezaaid ovariumcarcinoom (eierstokkanker), testiscarcinoom (zaadbalkanker) en osteosarcoom (botkanker).
Cisplatine kent veel bijwerkingen, waaronder ernstige nefrotoxiciteit, beenmergdepressie, ototoxiciteit, mondslijmvliesontsteking en misselijkheid. Het middel wordt voor wat betreft dat laatste met de huidige middelen tegen braken (anti-emetica) echter in veel gevallen wel beter verdragen. Bij zo'n 40% van de mensen die worden behandeld met het middel ontstaat gehoorschade, waardoor het middel soms wordt vervangen door carboplatine.
Het molecuul heeft een vierkant planaire moleculaire geometrie.
Cisplatine wordt door het Internationaal Agentschap voor Kankeronderzoek geclassificeerd als waarschijnlijk carcinogeen voor mensen, groep 2A. De stof is opgenomen in de WHO-modellijst van essentiële geneesmiddelen.

## Websites
- Zorginstituut Nederland. Cisplatine.
- (en)  Andri Smith. Cisplatin: The Invention of an Anticancer Drug, 2005. gearchiveerd
- (en)  MedlinePlus. Cisplatin Injection.
- (en)  Chemical & Engineering News. Cisplatin, 20 juni 2005.
- (en)  National Institute for Occupational Safety and Health. Platinum (soluble salts, as Pt).
- (en)  Internationaal Agentschap voor Kankeronderzoek. Cisplatin (Group 2A), 1998. gearchiveerd